# ZeX/OS
ZeX/OS je minimalistický operační systém napsaný v C a jazyku symbolických adres. Zakládá na opensource principech a je distribuován pod GNU/GPL licencí verze 3.
Jeho autorem je Tomáš Jędrzejek známý pod přezdívkou ZeXx86 – odtud název ZeX/OS.
Vzhledem k tomu, že jeho zdrojový kód je psán od samých základů, není vázán na žádnou specifickou knihovnu ani části jiných systémů. Projekt vznikl roku 2007 na začátku června a je aktivně vyvíjen až do dnešního dne. 
Řídí se POSIX pravidly a můžeme říci, že se jedná o UN*Xový operační systém.
Jeho jádro je pokládáno za tzv. monolitické, stejně jako je tomu např. v systémech Linux, Windows a dalších. 
Lze ho provozovat na platformách x86, x86_64, ARM a kompatibilních, přičemž na podpoře dalších se pracuje.
Nouze není ani o souborové systémy, podporované jsou zexfs, FAT12, FAT16, Iso9660, EXT2, VFS, znfs.
Může se pochlubit také plnou implementací síťování tj. protokolů IPv6, IPv4, TCP, UDP, ICMP, ARP, ndp, DNS, ips, TFTP a podpory tunelů.
HW požadavky jsou velmi nízké – postačí i staré procesory řady Intel 386, lépe však Intel 486, které podporují více instrukcí, především podporu stránkování tak jak ji známe dnes.
Tento operační systém je dodáván i s řadou užitečného software, jako je třeba textový editor, assembler, webový server, telnet daemon, IRC klient a další. Nesmíme ale opomenout, že nabízí jak textové prostředí tak grafické, které běží nezávisle jako samostatný proces podobně jako je tomu v jiných Unixových systémech.